# Flisa (Fluss)
Die Flisa ist ein linker Nebenfluss der Glomma im Fylke Innlandet in Norwegen. Der Fluss durchfließt die Kommunen Åsnes, Våler und Elverum. Er mündet in die Glomma bei der Ortschaft Flisa. Der Fluss ist 126,8 km lang und hat ein Einzugsgebiet von 1.665,77 km².
Der mittlere Abfluss an der Mündung beträgt 22,93 m³/s.